# Ahmad Albar

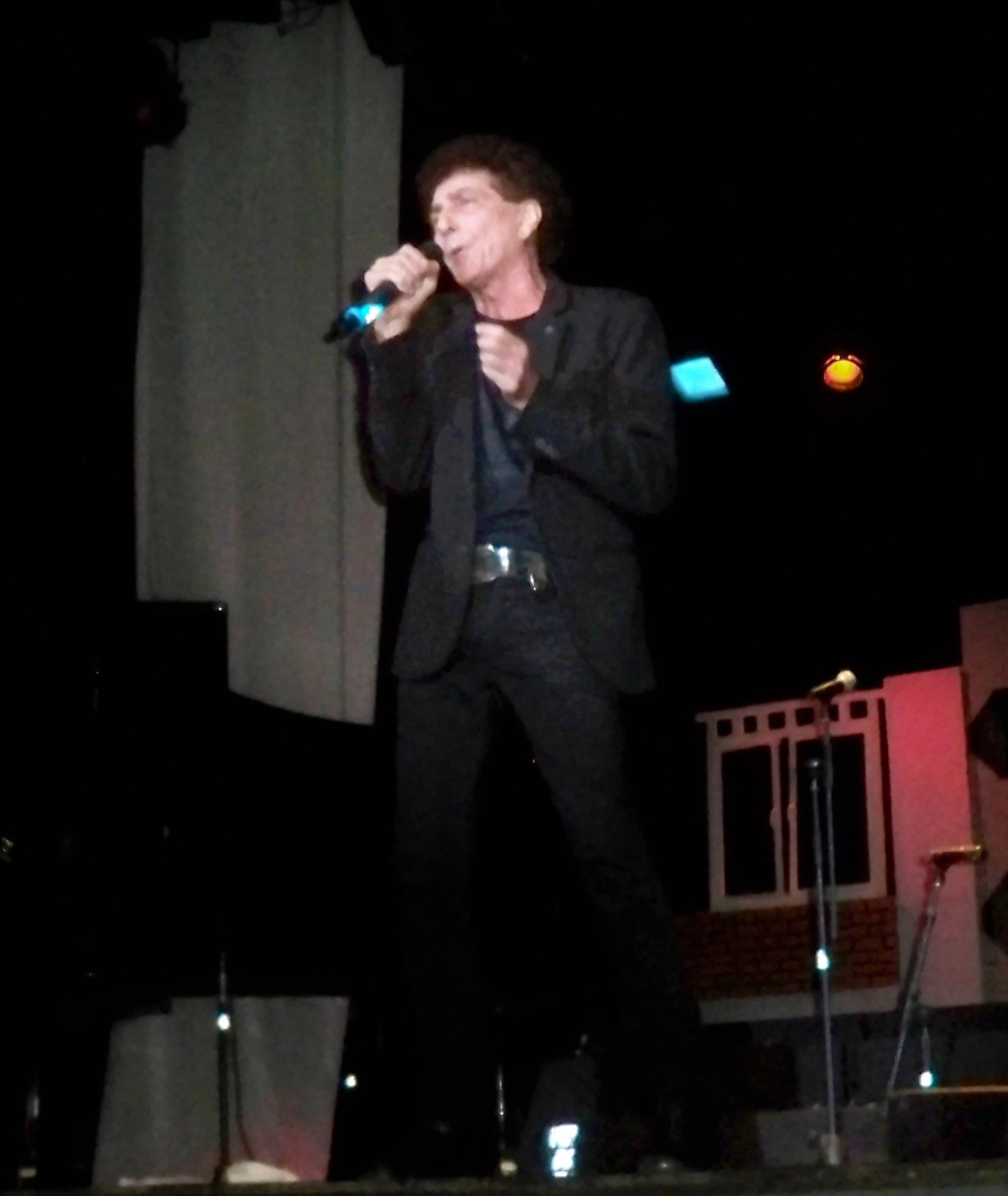
Albar in 2015

Ahmad Albar (Surabaya, 16 juli 1946) is een Indonesisch zanger en acteur. Begin jaren zeventig had hij als leadzanger van de Nederlandse band Clover Leaf vijf hits in de Nederlandse Top 40. Hierna keerde hij terug naar Indonesië en was hij achtereenvolgens leadzanger van God Bless, Duo Kribo en Gong 2000. Daarnaast zong hij solo en had hij verschillende filmrollen.
Met God Bless speelde hij in 1975 in het voorprogramma van Deep Purple in Jakarta. In 1976 werd hij door het muziektijdschrift Aktuil uitgeroepen tot Beste zanger. Rolling Stone Indonesia nam in 2009 verschillende nummers van hem op in de lijst van Beste Indonesische liedjes aller tijden.

## Biografie

### Surabaya
Albar werd in 1946 geboren in Surabya in Oost-Java als vierde kind van Syech Albar en Farida Alhasni. Beide ouders waren van Arabische herkomst. In 1958 speelde hij een hoofdrol in de film Djenderal Kantjil (Generaal Kancil).

### Nederland
In 1965 vertrok hij naar Nederland. Rond 1969 werd hij de leadzanger van de rockgroep Clover Leaf. Ze brachten een aantal singles die geschreven en geproduceerd werden door Jack de Nijs (Jack Jersey). Albar schreef (mede) een aantal nummers voor de band. Vijf singles bereikten in die jaren de Nederlandse Top 40, zoals Don't spoil my day (1970) en Oh what a day (1971).

### Terugkeer naar Indonesië
Terug in Indonesië, richtte hij rond 1973 God Bless op, samen met Ludwig Lemans (eveneens ex-Clover Leaf), Jockie Soerjoprajogo, Fuad Hassan en Donny Fattah. Op 5 mei hadden ze hun eerste optreden en op 16 augustus een groot open-lucht-concert, dat wordt beschouwd als het eerste van Indonesië. In 1975 speelden ze in het voorprogramma van Deep Purple in Jakarta. In die jaren verscheen hij op verschillende covers van Indonesische tijdschriften. Het muziektijdschrift Aktuil riep hem in 1976 uit tot Beste zanger. Met het nummer Jelaga won hij een muziekcompetitie van Prambors FM.
Eind jaren zeventig ging hij de samenwerking aan met Ucok Harahap in het Duo Kribo. Daarnaast trad hij ook solo op. In 1983 deed hij aan het 11e Nationale Popmuziekfestival mee met het lied Rahasia semesta. Naast zijn muziekcarrière had hij ook rollen in verschillende Indonesische films, waaronder enkele keren in de hoofdrol, zoals in Kuda-Kuda Binal (1978). Daarnaast verscheen de muziekfilm Duo Kribo over zijn duo met Harahap.
In 1990 richtte hij de groep Gong 2000 op. Na onderlinge ruzie en verwijten van druggebruik viel de band in 2003 uit elkaar. Vanaf juni 2008 zat hij vast voor het bezit van ecstasy en het verbergen van een drugsdealer. Hij was veroordeeld tot acht maanden maar werd al in juli vrijgelaten vanwege goed gedrag.
Sinds de eeuwwisseling is hij weer geregeld met zijn oude groep God Bless bij elkaar. In 2004 gaf hij een tribuutconcert ter ere van de Maleisische band Search en in 2009 voor de Indonesische zanger Chrisye, die anderhalf jaar eerder was overleden. Ook bracht hij dat jaar met God Bless een nieuw album uit, getiteld 36th. In 2011 trad hij met God Bless op tijdens het InterMusic Java Rockin' Land, naast Amerikaanse bands als The Cranberries en Neon Trees.
Rolling Stone Indonesia nam in 2009 verschillende nummers van hem op in de lijst van Beste Indonesische liedjes aller tijden.

### Persoonlijk leven
Albar trouwde in april 1978 met Rini S. Bono. Kort ervoor hadden ze samen een rol in de film Laila Majenun. Samen kregen ze drie kinderen. In september 1994 scheidden ze van elkaar. In 2017 kregen hij en zijn partner Dewi Sri Astuti een dochter.

## Albums
- 1979: Zakia
- 1984: Syair Kehidupan
- 1985: Risau
- ?: Tangan Baja, met Farid Hardja
- ?: Dunia Huru Hara
- 1988: Dunia Dibakar Ap, met Areng Widodo
- 1989: Kartik, met Gito Rollies
- 1990: Jangan Bedakan Kami, met Pakarock
- 1990: Bis Kota
- 1991: Bara Timur
- 1991: Giliran Siapa
- 1991: Rini Tomboy
- 1992: Menanti Kepastian
- ?: Semestinya, met Addie MS
- 1994: Bunga Kehidupan
- 1994: Biarlah Aku Pergi
- 1995: Kendali Dendam
- 1996: Jangan Ada Luka

## Filmografie
- 1958: Djendral Kantjil
- 1974: Perawan Malam
- 1975: Laila Majenun
- 1976: Si Doel Anak Modern
- 1977: Duo Kribo
- 1978: Kuda-Kuda Binal
- 1979: Cubit-Cubitan
- 2010: D'Love
- 2012: Jenderal Kancil The Movie